# CMS Helmets
CMS Helmets (Capacetes Mário Santiago) é uma empresa portuguesa que fabrica capacetes para motociclistas. Actualmente é lider em Portugal e exporta para o Canadá, EUA, Brasil, Austrália, Nova Zelândia, Japão, Israel, Marrocos, Malta, Espanha, França, Holanda, Bélgica, Reino Unido, Irlanda, Finlândia, Suécia, Noruega, Dinamarca, Alemanha, República Checa, Itália, Polônia, Hungria, Chipre, Letónia, Grécia e Roménia. Esta empresa projecta, fabrica e vende este tipo de produtos.